# Funktionsadskillelse
Funktionsadskillelse er et begreb indenfor regnskabsvæsen, hvor der stilles krav om at de enkelte handlinger i en opgave ikke alle må udføres af den samme person. Det er en administrativ kontrol, der skal forhindre svindel, tyveri, misbrug af informationer eller fejl. Indenfor politik kaldes det for magtadskillelse.